# Сыртинский
Сыртинский — посёлок в Кизильском районе Челябинской области России. Административный центр Сыртинского сельского поселения.

## География
Через посёлок протекает река Урал. Расстояние до районного центра села Кизильского 23 км.

## Население
| 2002 | 2010  |
| ---- | ----- |
| 1388 | ↗1421 |

По данным Всероссийской переписи, в 2010 году численность населения посёлка составляла 1421 человек (659 мужчин и 762 женщины).

## Улицы
Уличная сеть посёлка состоит из 10 улиц.